# 4129 Richelen
A 4129 Richelen (ideiglenes jelöléssel 1988 DM) a Naprendszer kisbolygóövében található aszteroida. Robert H. McNaught fedezte fel 1988. február 22-én.